# 韋斯利鎮區 (伊利諾伊州威爾縣)
韋斯利鎮區（英語：Wesley Township）是位於美國伊利諾伊州威爾縣的一個行政鎮區。

## 地方資料
根據2010年美國人口普查的數據，韋斯利鎮區的面積為73.90平方千米，當中陸地面積為72.20平方千米，而水域面積為1.70平方千米。當地共有人口2223人，而人口密度為每平方千米30.08人。